# Ochsenhautbarren

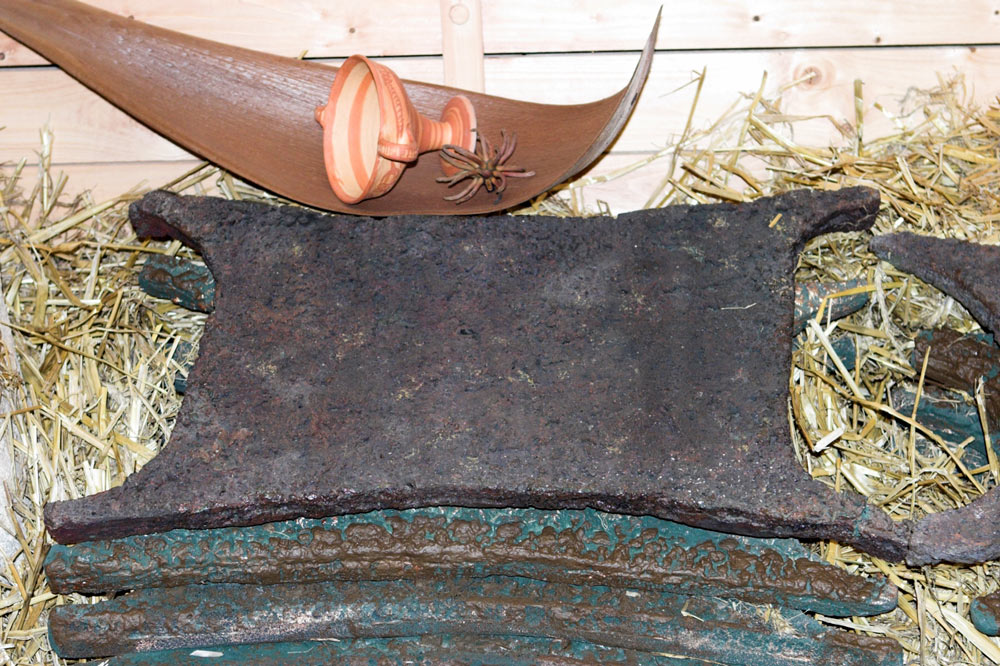
Drei Ochsenhautbarren vom Schiffswrack von Uluburun – unten

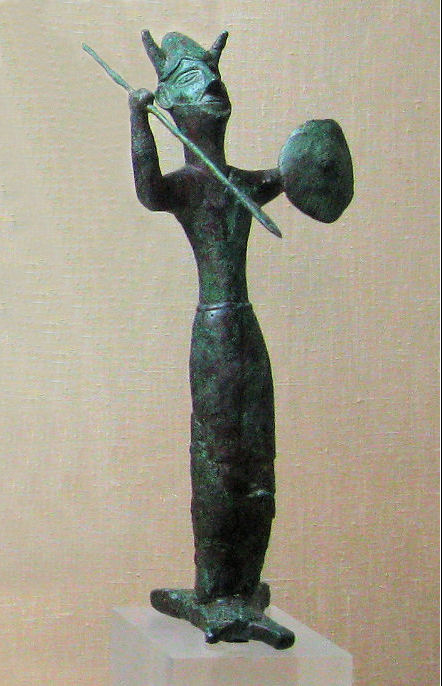
Der Barrengott von Enkomi auf Zypern

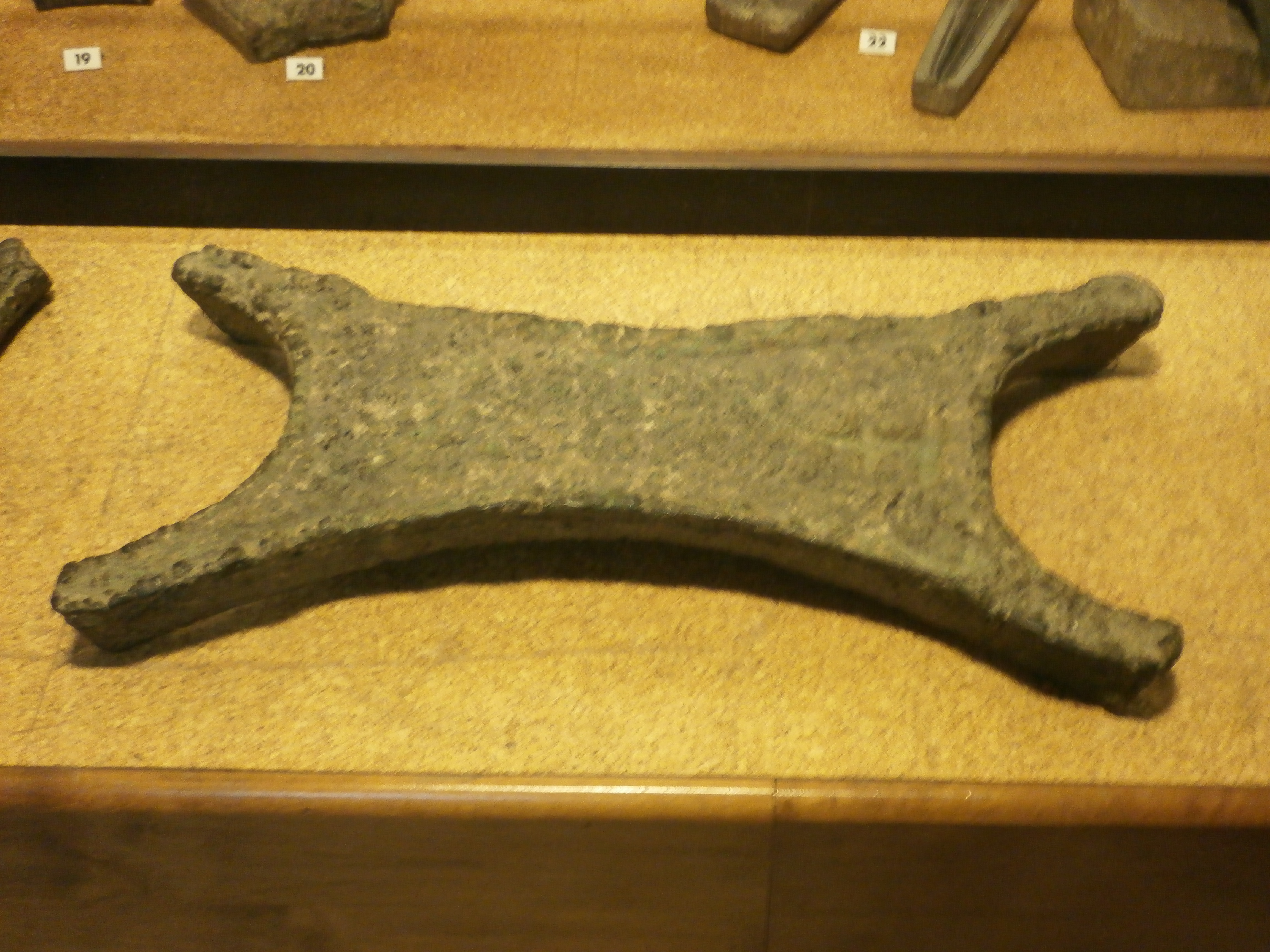
Ochsenhautbarren im Museo archeologico nazionale von Cagliari

Als Ochsenhautbarren (in zumeist älteren Publikationen auch Keftiubarren; englisch Oxhide ingots) bezeichnet die Archäometallurgie eine für den weiträumigen Fernhandel während der ostmediterranen Spätbronzezeit (zwischen 1600 und 1000 v. Chr.) geschaffene Großbarrenform, die auch als vormonetäres Zahlungsmittel (Primitivgeld) galt und meist aus Rohkupfer, selten aus Bronze hergestellt wurde. Die Kupferbarren in der Umrissform gespannter Rinderhäute waren als Handelsgut weit verbreitet. Die antiken Barren bestehen aus fast reinem Kupfer und wiegen 20–40 kg, viele davon zwischen 29 und 30 kg, was zu  Vermutungen führte, sie entsprächen einem damaligen ägäischen Talent. Daneben gibt es auch Ochsenhautbarren aus Zinn.
Während der Spätbronzezeit wurde im östlichen Mittelmeerraum vor allem auf dem an Kupfererzvorkommen reichen Zypern Kupfer gefördert und von dort in Kupferbarren in Form der sogenannten Ochsenhautbarren ausgeführt. Fragmente zyprischer Ochsenhautbarren aus der Zeit zwischen dem 16. und dem 11. Jahrhundert v. Chr. finden sich in weiten Teilen des Mittelmeerraums, bis nach Sardinien, auf dem Balkan und nördlich der Alpen. Über den ausgedehnten Mittelmeerhandel der Phönizier gelangte das Kupfer von der Kupferinsel Zypern zu den Ägyptern, die sowohl das Metall als auch die Geldform übernahmen.

## Chronologie
Die frühesten bekannten Barren in Form einer Ochsenhaut wurden auf Kreta – das keine eigenen Kupfervorkommen besaß –, in der Ägäis (Ayia Irini auf Keos und Kyme auf Euböa) sowie in Palästina entdeckt. Die Funde datieren ins 16. und 15. Jahrhundert v. Chr. Abbildungen von Ochsenhautbarren aus dieser Zeit stammen aus Ägypten. Wahrscheinliche Darstellungen von Ochsenhautbarren wurden unlängst an zwei Fundorten in Schweden entdeckt. In der Ägäis kommen die vermutlich auf Zypern produzierten Barren ab dem 11. Jahrhundert v. Chr. nicht mehr vor. Auf Sardinien wurden diese Barren noch bis ins 10. Jahrhundert für den Handel verwendet.

## Fundorte

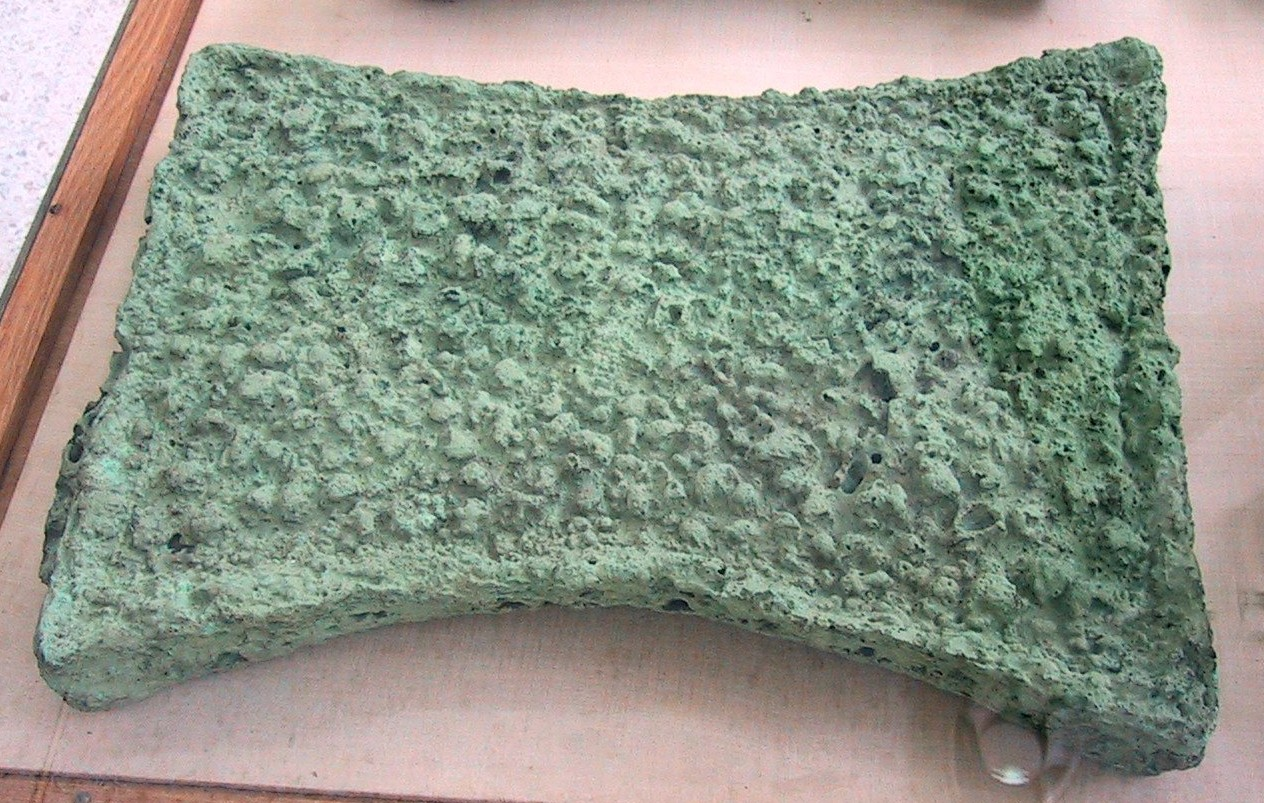
Ochsenhautbarren, von Kato Zakros Kreta

Ochsenhautbarren wurden unter anderem in Assyrien (Dur Kurigalzu), Ägypten (Pi-Ramesse), in der Levante, auf Zypern, in Kleinasien (u. a. Ḫattuša), Griechenland (mehrere Fundorte auf dem Festland und auf Kreta), im europäischen Teil der Türkei (bei Tekirdağ am Marmarameer), in Bulgarien (Sosopol sowie Čerkovo, Černozem und Kirilovo), in Rumänien (Pălatca, Kreis Cluj), in Süddeutschland (Oberwilflingen), in Südfrankreich (Sète), in Süditalien, auf Sizilien (Cannatello, Thapsos) und Sardinien (u. a. der Metallhort von Serra Ilixi bei Nuragus) entdeckt. Die meisten Ochsenhautbarren wurden bisher auf Sardinien und Zypern gefunden.
Wichtige Funde stammen auch vom Schiffswrack von Uluburun und einem Schiffswrack von Kap Gelidonya. In Qantir im Nildelta wurde das Bruchstück eines Ochsenhautbarrens gefunden. Die entsprechenden Schichten datieren ins 13. Jahrhundert v. Chr. Nach Analysen der Blei-Isotopen stammt das Metall vermutlich aus der Gegend von Apliki im Nordwesten Zyperns.

## Ochsenhaut-Zinnbarren
Zur Spätbronzezeit sind auch Ochsenhaut-Zinnbarren aus dem Schiffsfund vom Cape Gelidonya in der Bucht von Antalya (Lykien, 14. bis 12. Jahrhundert v. Chr.) – heute Türkei – zu nennen.

Ein Zinnbarren in H-Form wurde bei St Mawes gegenüber dem Hafen von Falmouth aus dem Meer gehoben. In seiner Form ähnelt er den Ochsenhautbarren der Spätbronzezeit. Die Archäometallurgie datiert den Barren nach schriftlichen Quellen eher in das vierte Jahrhundert v. Chr.

## Kupferhandel
Die Barren und Keramikfunde – vor allem die in vielen Regionen anzutreffende Mykenische Keramik – belegen das dichte, große Teile des Mittelmeerraums umspannende Handelsnetz der späten Bronzezeit.

## Bildliche Darstellungen
Mehrere bildliche Darstellungen von Ochsenhautbarren finden sich in Ägypten, so z. B. im Grab des Ägypters Nb-Imn (oberster Reliefhersteller 1385–1370 v. Chr.), wo auch die Metallverhüttung oder Legierung dargestellt wird. In Enkomi auf Zypern ist ein gehörnter Gott (Phase spätzyprisch III) auf einem Ochsenhautbarren stehend dargestellt.